# Трисвинецпентаиттербий
Трисвинецпентаиттербий — бинарное неорганическое соединение
иттербия и свинца
с формулой Yb5Pb3,
кристаллы.

## Получение
- Сплавление стехиометрических количеств чистых веществ:

{\displaystyle {\mathsf {5Yb+3Pb\ {\xrightarrow {1150^{o}C}}\ Yb_{5}Pb_{3}}}}

## Физические свойства
Трисвинецпентаиттербий образует кристаллы
гексагональной сингонии, пространственная группа P 63/mcm, параметры ячейки a = 0,9325 нм, c = 0,6920 нм, Z = 2,
структура типа трисилицида пентамарганца Mn5Si3
.
Соединение образуется по перитектической реакции при температуре 1150°C.